# Mecistocephalus subinsularis
Mecistocephalus subinsularis är en mångfotingart som först beskrevs av Filippo Silvestri 1919.  Mecistocephalus subinsularis ingår i släktet Mecistocephalus och familjen storhuvudjordkrypare.
Artens utbredningsområde är:
- Myanmar.
- Sri Lanka.
- Vietnam.

Inga underarter finns listade i Catalogue of Life.